# Agam Darshi
Agam Darshi brit színésznő. Jelenleg Vancouverben (Kanada) él. Napjainkban híres szerepe Kate Freelander a Sanctuary – Génrejtek című amerikai sci-fi-fantasy televíziós sorozatban.

## Származása, tanulmányai
Gyermekkorában költözött családjával Kanadába. 14 évesen eljött otthonról és Calgaryba költözött, hogy színészi karrierbe kezdjen. Tanulmányait a Theater and Fine Arts egyetemen végezte Calgaryban. Szabadidejében szeret utazni, bejárta már Európát és Ausztráliát, imádja a fényképezést.

## Karrier
Agam Darshi író, művész, forgatókönyvíró, tervező és producer. Számos színdarabot írt, és több forgatókönyvön dolgozott, kettő ezek közül saját független filmje, a Future Language of Slaves (2005) és a Bollywood Beckons (2008).
Első szerepe, 2004-ben, a Renegadepress.com című televíziós sorozatban volt visszatérő szereplőként, három epizódban tűnt fel.

## Filmjei
Televíziós sorozatok
- Renegadepress.com (2004)
- Tru Calling (2004)
- Ördögi nyomozó (2004)
- Csillagkapu: Atlantisz (2004/2008)
- L (2005-2009)
- Reefer Madness: The Movie Musical (2005)
- A holtsáv (2006)
- Kyle, a rejtélyes idegen (2007)
- Stargate Universe (2009)
- Sanctuary – Génrejtek (2009)

Filmek
- Végső állomás 3. (2006)
- Kígyók a fedélzeten (2006)
- Próbatétel (2007)
- The Haunting of Sorority Row (2007)
- Watchmen: Az őrzők (2009)
- 2012 (2009)

## Díjak, jelölések
A színésznőt a Sanctuary – Génrejtek sci-fi sorozat Bűnbánat című epizódjában nyújtott alakításáért 2010-ben Constellation-díjra jelölték a Legjobb női színész 2009-es sci-fi televíziós sorozat epizódjában kategóriában.

## További információ
- Hivatalos oldal
- Agam Darshi a PORT.hu-n (magyarul)
- Agam Darshi az Internetes Szinkronadatbázisban (magyarul)
- Agam Darshi az Internet Movie Database-ben (angolul)
- Agam Darshi a Rotten Tomatoeson (angolul)
- Agamdeep.com
- Agamproductions.com